# Griesbadgasse 32 (Ingolstadt)
Die Griesbadgasse 32 ist ein zweigeschossiges Wohnhaus in Ingolstadt. Der traufständige Mansarddachbau aus dem Jahr 1903 ist unter der Nummer D-1-61-000-141 als Denkmalschutzobjekt in der Liste des Bayerischen Landesamtes für Denkmalpflege eingetragen.